# Popești (gmina Bărăști)
Popești – wieś w Rumunii, w okręgu Aluta, w gminie Bărăști. W 2011 roku liczyła 433 mieszkańców.